# Дуби Рильського
Дуби Рильського — ботанічна пам'ятка природи, знаходяться на території Національного університету біоресурсів і природокористування України в Голосіївському районі м. Києва. Заповідані в листопаді 2009 року.
На вулиці Героїв оборони поблизу будинку № 13 росте один з них — 400-літній дуб, заввишки 30 м.

## Опис
Дерева являють собою старі екземпляри дуба черещатого віком 300—400 років. Висота дерев 10 та 15 м. На висоті 1,3 м дерева мають в охопленні 3,8 та 4,45 м.

## Галерея

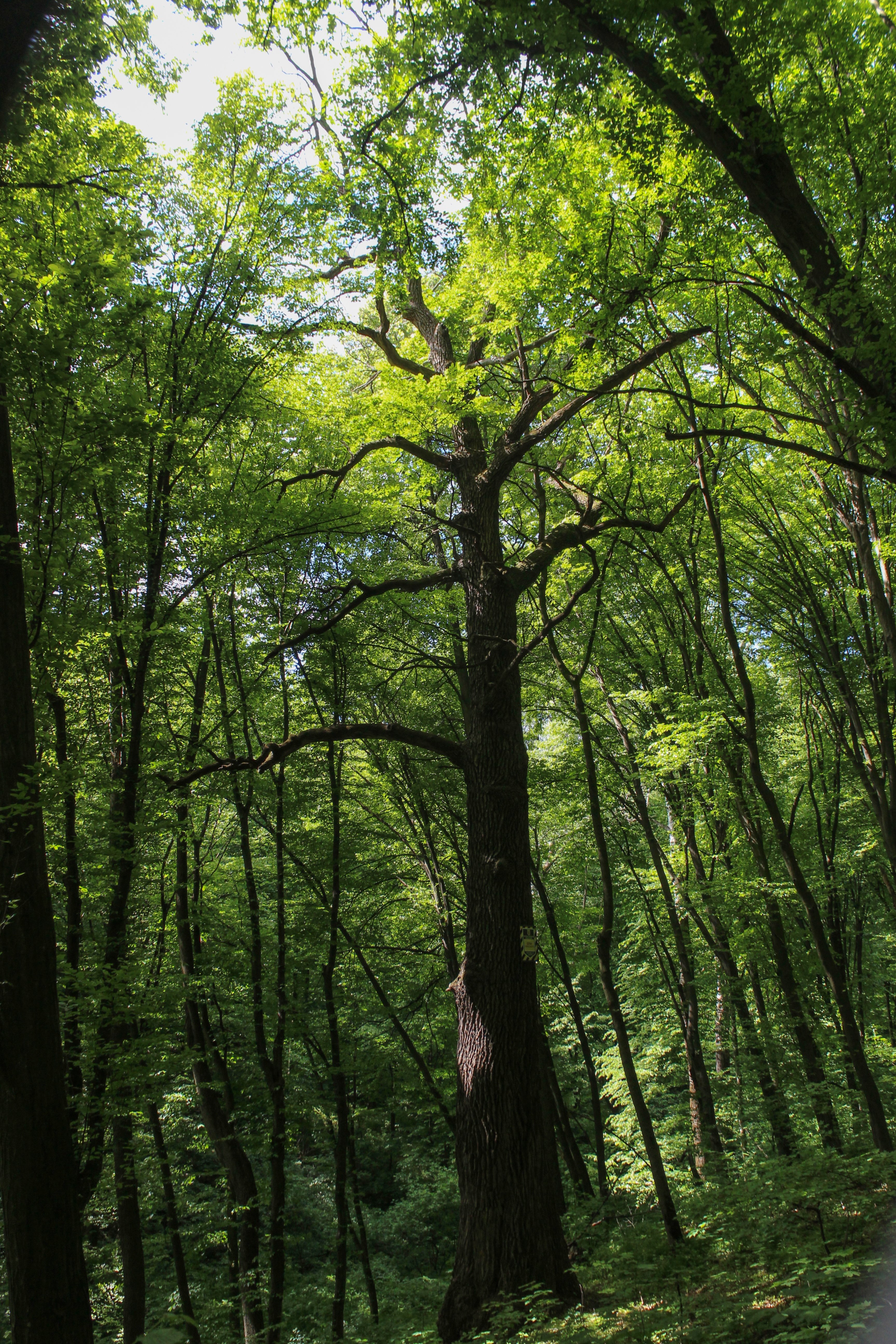
Один з Дубів Рильського в Голосіївій пустині 18 травня 2017 року
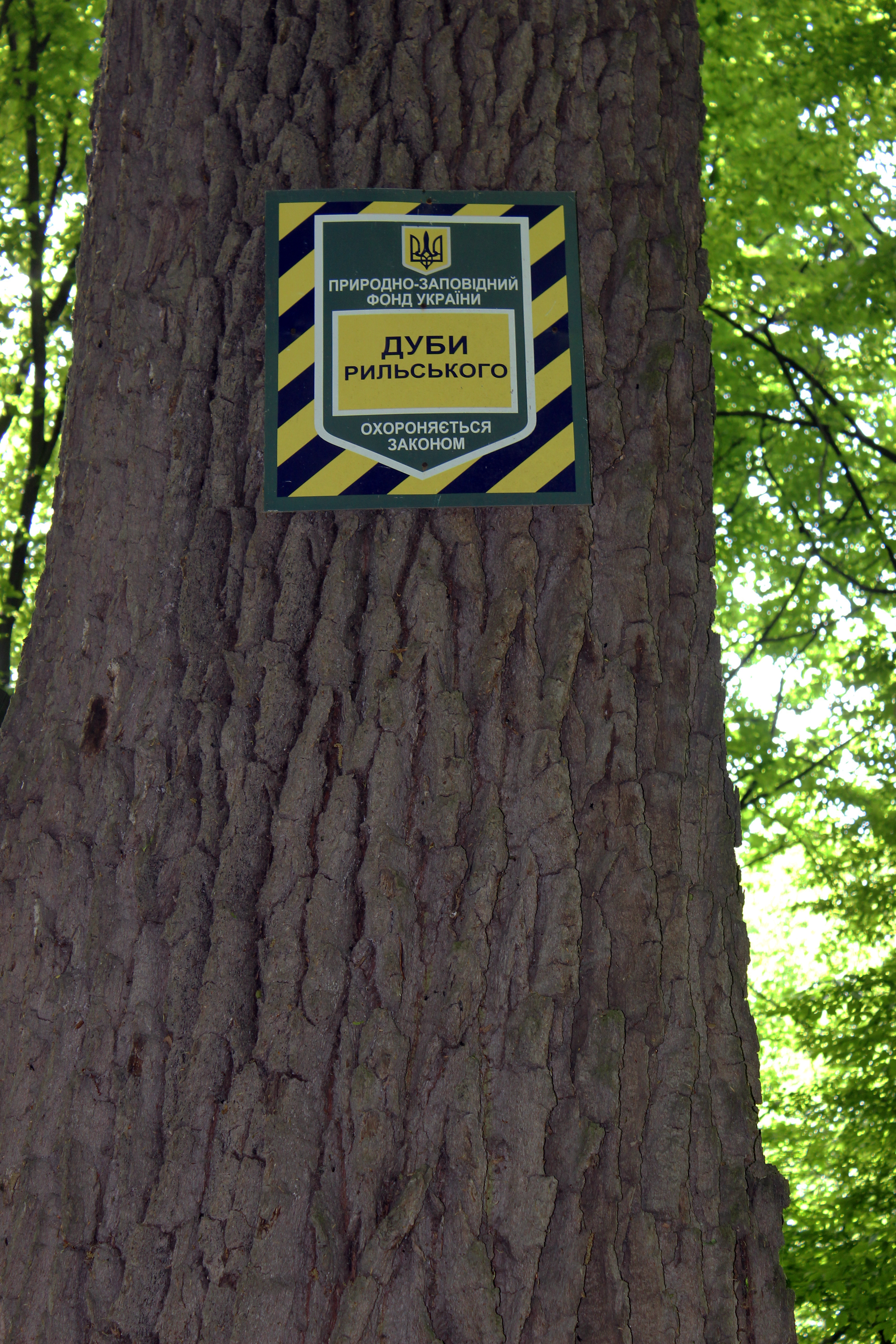
Табличка на одному з Дубів Рильського
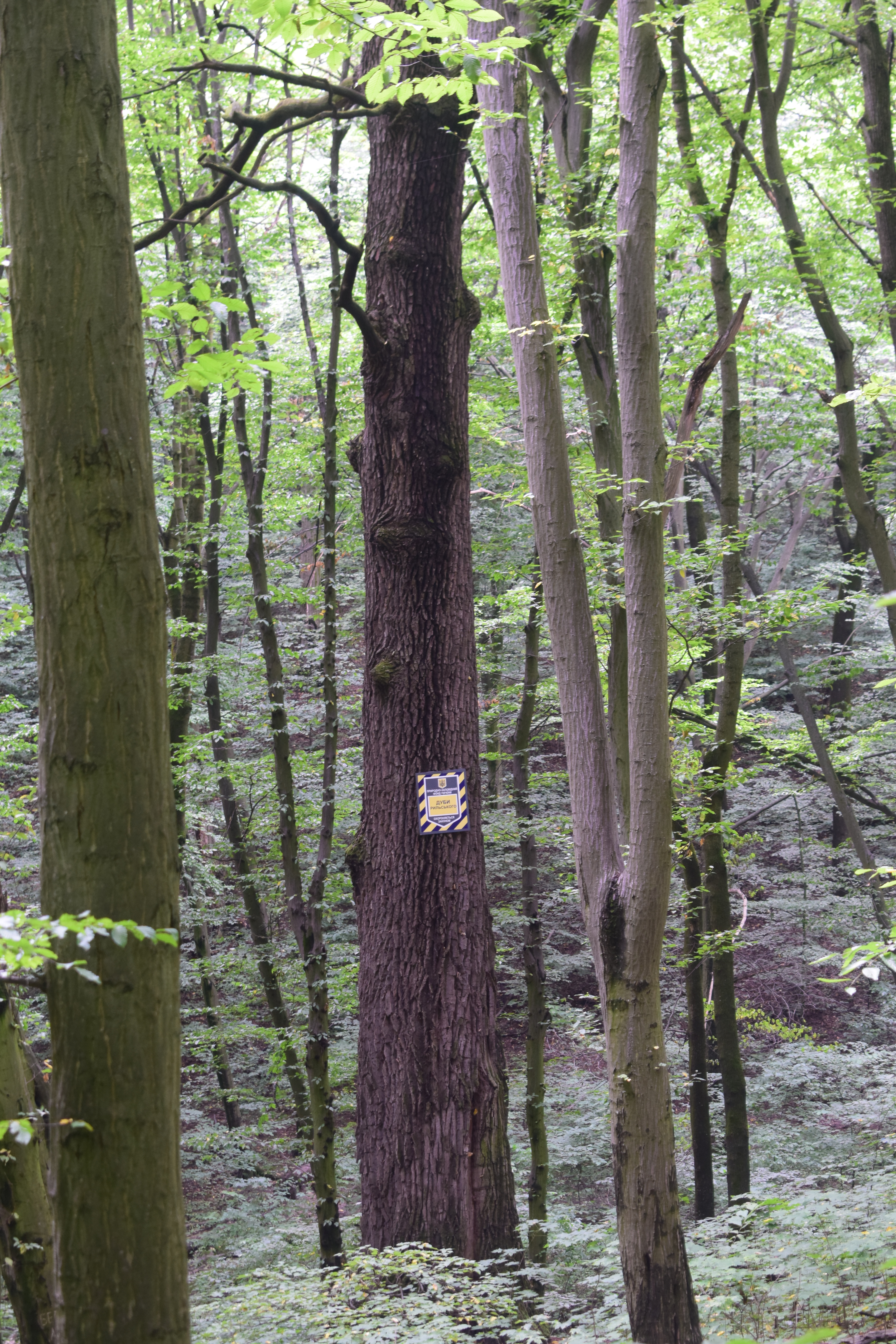
Один з Дубів Рильського в Голосіївій пустині 26 липня 2020 року
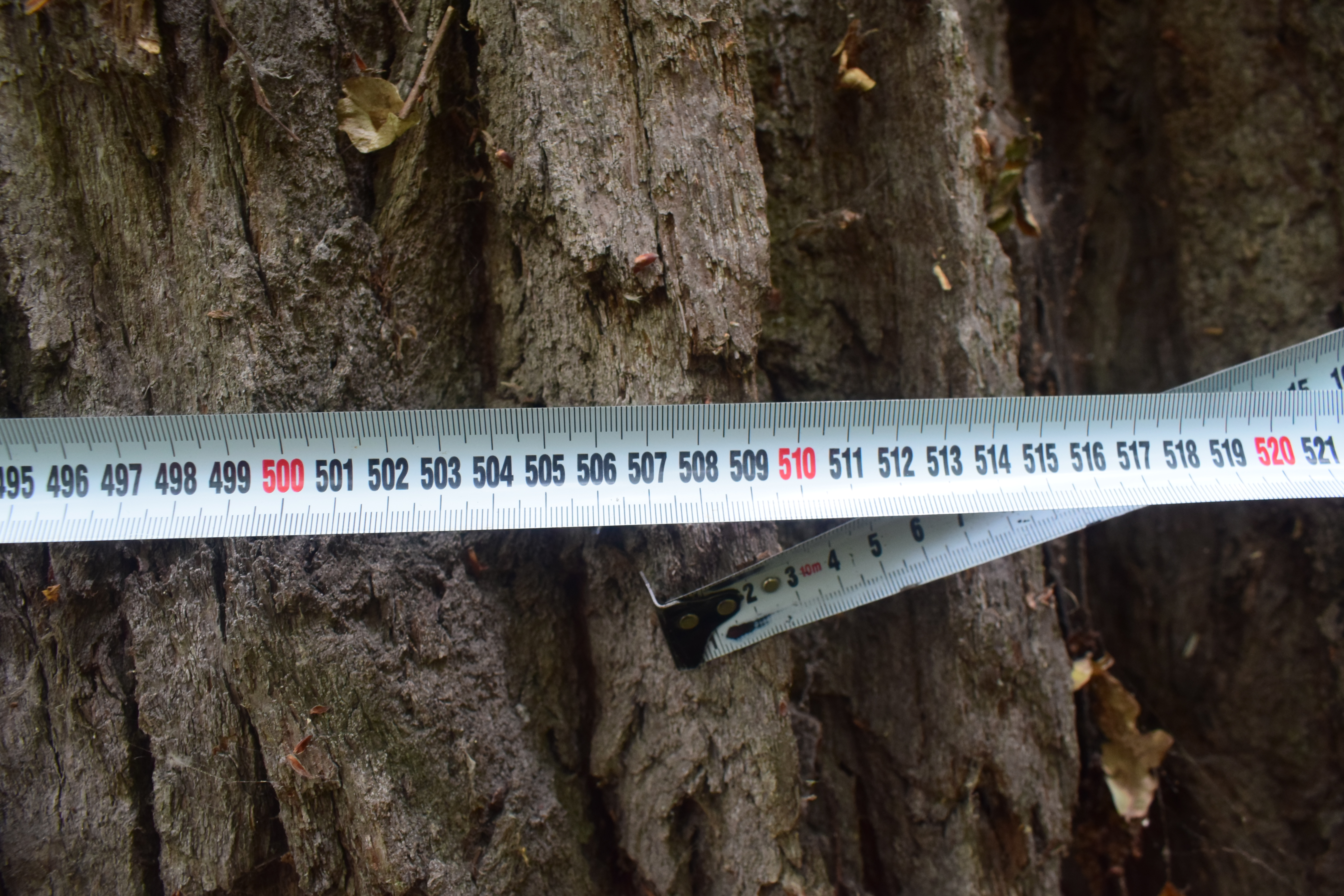
Один з Дубів Рильського в Голосіївій пустині 26 липня 2020 року